# صالح بن أشيم العدوي
صالح بن أشيم العدوي (توفي 695) كان مسلمًا تابعيًا من البصرة، في العراق المعاصر. وفي عهد الخليفة الأموي عبد الملك بن مروان (حكم من 685 إلى 705) شارك في فتح سجستان وغزنة (أفغانستان)، حيث قُتل. ويقال إنه كان معروفًا بخطبه اللطيفة ونصائحه.

## ملحوظات
1. ↑  Abu Nu`aym, II. 237–42; Mashahir, 89; . Bidaya, ix. I5